# Neocalyptis aperta
Neocalyptis aperta es una especie de polilla del género Neocalyptis, categorizada en la tribu Archipini, de la subfamilia Tortricinae.

## Distribución
Se distribuye por India.

## Taxonomía
Fue descrita por Diakonoff en 1952 y publicada en (Neocalyptis), Ark. Zool (N.S.) 3: 66.